# Gäddtjärnen (Svärdsjö socken, Dalarna, 674489-150571)
Gäddtjärnen är en sjö i Falu kommun i Dalarna och ingår i Dalälvens huvudavrinningsområde. Sjön har en area på 0,0555 kvadratkilometer och ligger 174,9 meter över havet.

## Delavrinningsområde
Gäddtjärnen ingår i det delavrinningsområde (674715-150448) som SMHI kallar för Mynnar i Ålhusån. Medelhöjden är 254 meter över havet och ytan är 15,4 kvadratkilometer. Det finns inga avrinningsområden uppströms utan avrinningsområdet är högsta punkten. Vattendraget som avvattnar avrinningsområdet har biflödesordning 4, vilket innebär att vattnet flödar genom totalt 4 vattendrag innan det når havet efter 252 kilometer. Avrinningsområdet består mestadels av skog (83 procent). Avrinningsområdet har 0,06 kvadratkilometer vattenytor vilket ger det en sjöprocent på 0,4 procent.